# Дедун
Дедун (Дедвен) — бог пахощів у давньоєгипетській міфології. Дедун був відомий з часів Стародавнього царства, і згадувався у Текстах пірамід як «король Дедун». Богу Дедуну поклонялися вже у 2400 році до н. е. у нубійських селах. Існує велика невизначеність у початковій природі цього божества, тому що його зображували у вигляді лева, що додає йому спорідненості з іншим божеством. Коріння культу Дедуна йдуть з ранньої нубійської міфології, про яку в сучасній науці невідомо практично нічого. Один з найбільш ранніх єгипетських текстів, у якому згадується про цього бога, повідомляє, що вже у ті часи він був богом пахощів і фіміаму (ладан). Дедун був дуже важливим божеством, тому що у той період ладан був дорогим, а головним постачальником цієї сировини була Нубія. Товарообіг пахощами в Нубії призвів до того, що цього бога там стали ототожнювати з багатством і процвітанням.
Вважається, що Дедун був пов'язаний з вогнем, що в свою чергу загрожувало приданням забуттю інших богів, проте за припущенням багатьох нубіологів, храми різних богів були зруйновані пожежею, яка почалася у храмі Дедуна, проте немає жодного доказу на підтвердження цього.
Незважаючи на те, що в Текстах пірамід є згадки про нього як про нубійське божество, немає ніяких доказів того, що Дедуну поклонялись стародавні єгиптяни. Немає свідчень і того, що йому поклонялися на північ від Сієну (сучасний Асуан), який на той час вважався найпівденнішим містом стародавнього Єгипту. Тим не менш, у епоху Середнього царства, під час єгипетського панування над Кушем, Дедун, як говорили єгиптяни, був покровителем померлих нубійських правителів і їх богом пахощів, тому ототожнювався з поховальними обрядами.
У часи Нового царства, його стали зображувати як людину, але в більш пізній період він був представлений у вигляді людини з головою лева, про що свідчать знахідки, зроблені в храмі Калабша. Місця поклоніння Дедуну були тільки в Нубії, серед можна зазначити: острів Філе, храм Калабша, Абу-Сімбел, Семна і Джебель-Баркал. У часи Пізнього періоду, йому поклонялися як Дедун-Амону в храмі Амона в Хібісі і в храмі Амона-Ра, шанованого в Агхурне.